# Clima de Uzbekistán
La República de Uzbekistán está ubicada en el continente euroasiático entre los 37 y 45 °S de latitud norte, 56 y 73 grados este. El área de la República de Uzbekistán es de 447,7 mil km², y el 78,8% son llanuras, el 21,2% son montañas y estribaciones. Casi 5/4 de su territorio consiste en semidesiertos y desiertos, y el resto consiste en tierras altas en las regiones sureste y este. El clima continental en Uzbekistán está influenciado por su ubicación geográfica, la radiación solar y la circulación atmosférica. Se caracteriza principalmente por sequía prolongada, verano caluroso, primavera lluviosa e invierno frío. Las corrientes de aire del Atlántico y el Ártico entran desde el norte, noroeste y oeste. La temperatura promedio de julio en la república varía de 26 °C en el norte a 30 °C en el sur. La temperatura media en enero alcanza los -8 °C en el norte y los 0 °C en el sur. La temperatura del aire más baja es de -38 °C (en las llanuras de Ustyurt)

## Factores que forman el clima
En la parte norte del país en verano (a partir del 22 de junio), el sol brilla en un ángulo de 71-72°, mientras que en el sur este indicador es igual a 76°. Al mismo tiempo, en el norte, el sol brilla durante 2500-2800 horas durante todo el año, mientras que en el sur, está bajo la luz solar durante 3000-3100 horas.
En invierno, las corrientes de aire que ingresan al territorio de la República desde el noreste y el norte alcanzan las partes del sur del territorio. Por esta razón, el aire estará limpio, pero la temperatura del aire disminuirá y se enfriará.
En verano, aparece un horno térmico como resultado del sobrecalentamiento de la parte plana del territorio de Uzbekistán. Luego, el clima se vuelve muy cálido, trayendo al cuerpo el aire tropical continental local de Turania. Para complementar esta baja presión, una masa de aire frío se desplaza desde el noroeste y el oeste. Pero debido al calentamiento del aire, estas corrientes de aire no traen lluvia. Este flujo de aire provoca lluvia y nieve debido al clima relativamente fresco en las regiones montañosas del país.